# Sidikalang
Sidikalang is een bestuurslaag in het regentschap Tapanuli Tengah van de provincie Noord-Sumatra, Indonesië. Sidikalang telt 954 inwoners (volkstelling 2010).